# 마르쿠스 칼푸르니우스 비불루스
마르쿠스 칼푸르니우스 비불루스(라틴어: Marcus Calpurnius Bibulus, ? ~ 기원전 48년)는 로마 공화정의 정치가이다. 율리우스 카이사르가 1차 그리스 상륙작전(기원전 48년), 북풍의 영향으로 코르푸 섬에 상륙한 카이사르 군단을 견제할 목적으로 코르푸에서 대기하고 있던 제독이다. 폼페이우스의 밑에 있던 카이사르군의 상륙을 막는 임무를 맡은 총제독이였다.